# Igor Medved
Igor Medved (9 marzo 1981) è un ex saltatore con gli sci sloveno.

## Biografia
In Coppa del Mondo esordì il 6 gennaio 2001 a Bischofshofen (37°) e ottenne il primo podio il 9 marzo 2001 a Trondheim (3°).
In carriera prese parte a un'edizione dei Campionati mondiali, Lahti 2001 (5° nella gara a squadre dal trampolino lungo il miglior risultato), e a una dei Mondiali di volo, Harrachov 2002 (20°).

## Palmarès

### Coppa del Mondo
- Miglior piazzamento in classifica generale: 24º nel 2001
- 2 podi (1 individuale, 1 a squadre):
  - 1 secondo posto (a squadre)
  - 1 terzo posto (individuale)

#### Nordic Tournament
- 1 podio di tappa[1]:
  - 1 terzo posti